# Cirkwehrumer Kirche

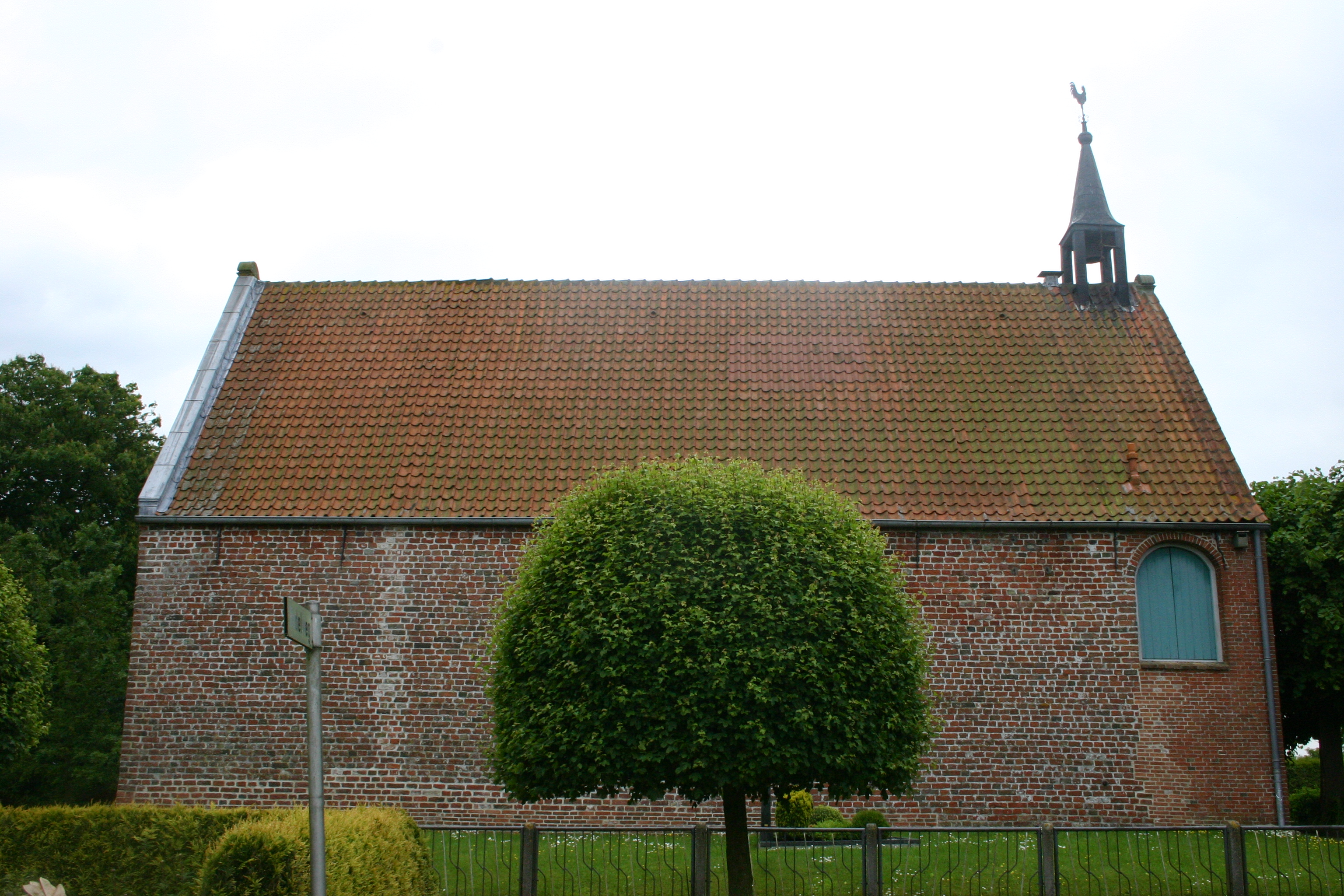
Fensterlose Nordwand der Reformierten Kirche in Cirkwehrum

Die evangelisch-reformierte Cirkwehrumer Kirche im ostfriesischen Cirkwehrum, Gemeinde Hinte, wurde 1751 auf einer Warft errichtet.

## Geschichte
Im Mittelalter gehörte Cirkwehrum zur Propstei Uttum im Bistum Münster. Eine frühere gotische Kirche wurde wahrscheinlich im 15. Jahrhundert errichtet. Sie wurde im Jahr 1751 abgerissen und durch eine neue ersetzt. Da die kleine Gemeinde den Neubau finanziell nicht alleine bewältigen konnte, wurde die preußische Obrigkeit um die Erlaubnis gebeten, Kollekten halten zu dürfen, insbesondere bei reformierten Gemeinden in den Niederlanden. Heute teilt sich Cirkwehrum mit Uttum eine Pfarrstelle.

## Baubeschreibung

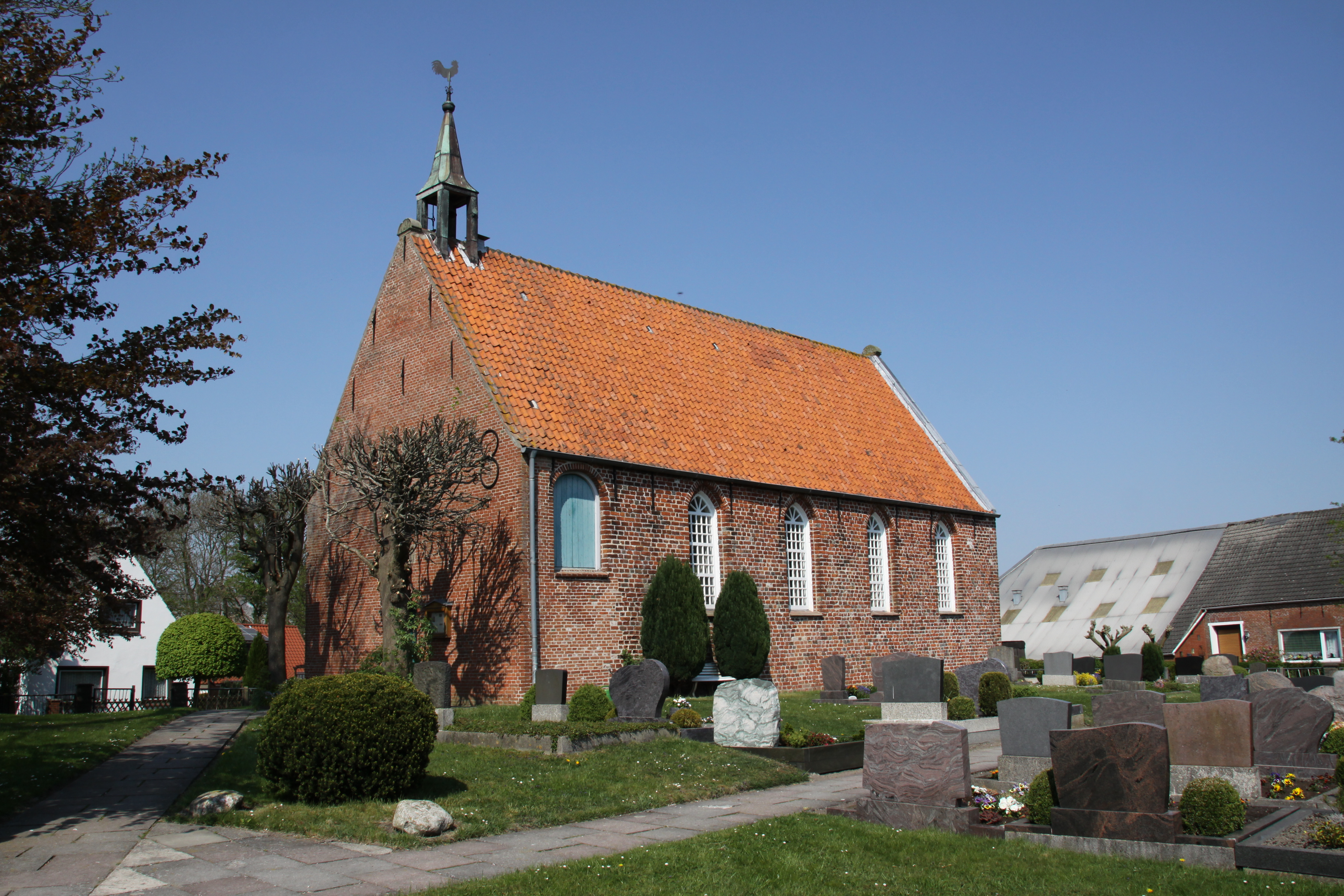
Der erneuerte Westgiebel und die Südwand der Cirkwehrumer Kirche

Die neue Kirche aus Backstein wurde als schlichte Saalkirche im Stil des Barock erbaut. Die vier kleinen Fenster an der Südseite weisen Spitzbögen auf, während die Nordseite fensterlos blieb. An der Ostseite befinden sich zwei weitere Fenster.
Im Jahr 1818 wurde ein Glockenturm an die Westseite des Gotteshauses angebaut. Mit dem Kirchengebäude ist er so verbunden, dass er auf den ersten Blick als eigenständiges Gebäude nicht auffällt. An der nördlichen und südlichen Seite des Glockenturms sind rundbogige Schallöffnungen eingelassen, die von innen mit hölzernen Fensterläden geschlossen werden können. Die kleineren Backsteine des Mauerwerks weisen auf eine Erneuerung der Westwand im Jahr 1818 hin.
Das Metall der ältesten Glocke, die ursprünglich in der Kirche des Klosters Sielmönken hing, stammt aus dem Jahr 1508. Es wurde 1794 durch die lothringische Glockengießer Mammeus Fremy Heidefeld und Mammeus Fremy III für die Herstellung der jetzigen Glocke verwendet. Auf dem steilen Satteldach befindet sich ein kleiner Dachreiter mit einer kleinen Turmglocke. Über ihre Herkunft ist nichts bekannt.

## Ausstattung
Die Decke wird durch ein hölzernes Tonnengewölbe mit quer überspannenden Ankerbalken abgeschlossen. Im Inneren der Kirche gefundene Grabsteine stammen aus den Jahren 1572, 1610 und 1612. Letzterer stellt die Schwestern Nona und Agundt in ihren Trachten nahezu lebensgroß dar. Der Grabstein eines jung verstorbenen Predigers wurde hinter dem schlichten Abendmahlstisch in den Boden eingelassen. Das Kastengestühl aus Holz ist mit Traljengittern verziert. Die hölzerne Kanzel mit sechseckigem Schalldeckel datiert von 1751, dem Erbauungsjahr der Kirche, und ist mittig zwischen den beiden Ostfenstern platziert.

## Orgel

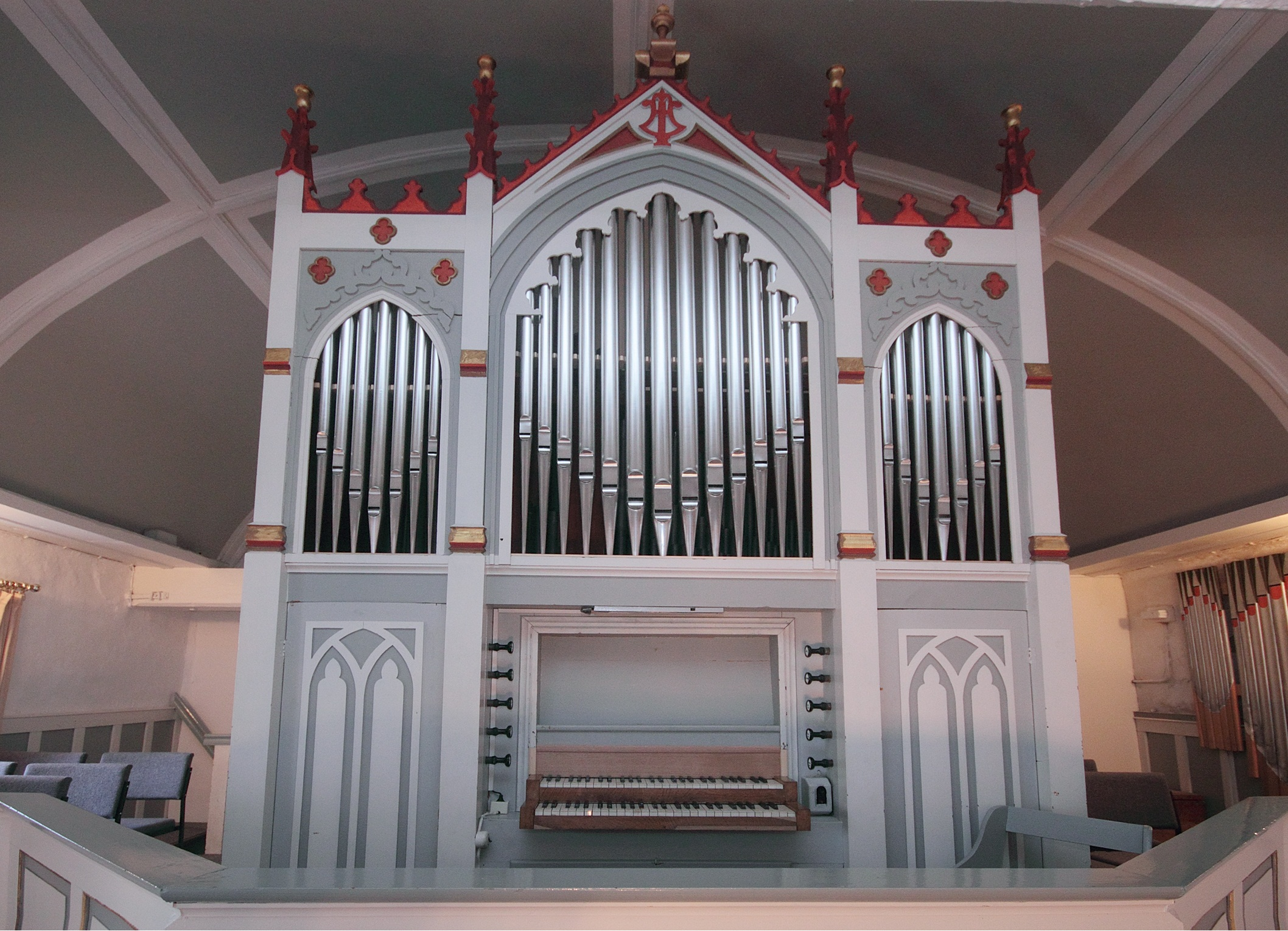
Rohlfs-Orgel nach der Restaurierung 2013

In den Jahren 1877 bis 1879 erbauten die Gebr. Rohlfs die kleine Orgel, die der letzte Neubau des Familienunternehmens werden sollte. Sie verfügt über acht Register auf zwei Manualen und angehängtem Pedal und ist weitgehend erhalten. Kennzeichnend für die Spätwerke Rohlfs ist, dass sie ganz ohne Aliquotregister und eine Mixtur konzipiert sind. Das Gehäuse ist im Stil der Neuromanik gefertigt. Die Zinnpfeifen im Prospekt mussten 1917 für Rüstungszwecke abgeliefert werden und wurden im selben Jahr durch ein Lattengerüst mit aufgemalten Pfeifenattrappen ersetzt. Im Jahr 2012/13 restaurierte Harm Dieder Kirschner das Instrument und rekonstruierte den verlorenen Principal. Die Disposition lautet wie folgt:
| I Manual C–f3 |    |
| Principal     | 8′ |
| Bordun        | 8′ |
| Octave        | 4′ |
| Flöte dolce   | 4′ |
| Octave        | 2′ |

| II Manual C–f3 |    |
| Flöte          | 8′ |
| Gambe          | 8′ |
| Flöte          | 4′ |

| Pedal C–f |
| angehängt |